# Hassamu minami (métro de Sapporo)
Hassamu minami (発寒南駅, Hassamu minami-eki) est une station du métro de Sapporo au Japon. Elle est située dans l'arrondissement de Nishi à Sapporo.

## Situation sur le réseau
Établie en souterrain, la station est située au point kilométrique (PK) 1,5 de la ligne Tōzai entre la station Miyanosawa, le terminus nord-ouest, et la station Kotoni, en direction du terminus sud-est Shin Sapporo.

## Histoire
La station a été inaugurée le 25 février 1999.

## Services aux voyageurs

### Accès et accueil
La station est ouverte tous les jours.

### Desserte
- Ligne Tōzai :
  - voie 1 : direction Shin Sapporo
  - voie 2 : direction Miyanosawa